# キャリアバンク (北海道)
キャリアバンク株式会社は、北海道札幌市中央区に本社を置く人材派遣業を主力とする会社。子会社にはJASDAQ及びアンビシャス市場に親子上場する給与計算のエコミックなどがある。
長野県のキャリアバンクは関係会社であるが、福岡県のキャリアバンクとは関連がない。

## 沿革
- 1987年11月 - 札幌市中央区に人材紹介事業を目的としてキャリアバンク株式会社（資本金500万円）を設立。
- 1989年6月 - 札幌時計台ビル（札幌市中央区）に本社を移転。
- 2000年5月 - 人材紹介事業の強化を目的とし、有限会社北海マネキン紹介所（本社・札幌市中央区）の持分を100%取得して子会社化。
- 2001年3月29日 - 札幌証券取引所アンビシャス市場に株式を上場。
- 2002年5月 - 株式会社セールスアウトソーシング（本社・東京都新宿区）を設立。
- 2005年4月 - sapporo55ビル（札幌市中央区）に本社を移転。
- 2005年11月1日 - アンビシャス市場から札幌証券取引所既存市場へ市場変更。[2]
- 2006年2月 - 日本情報処理開発協会よりプライバシーマーク取得。
- 2011年 - 旭川、函館、帯広に支店開設。
- 2013年 - 中国大手人材会社2社と業務提携。
- 2015年 - 仙台に支店開設。